# Алла Кторова
Алла Кто́рова (настоящее имя Виктория Ивановна Шандор (Sandor), урождённая Кочурова, 29 декабря 1926, Москва — 3 июля 2023, США) – писательница русской эмиграции.

## Биография
Отец, бывший деникинский офицер, был певцом. Виктория проучилась некоторое время в Ленинградском театральном институте, но бросила его. Окончила английское отделение МГПИИЯ в 1954 году. Работала переводчиком в бюро обслуживания иностранцев, школьным учителем английского. В 1957 году получила разрешение на брак с американцем Джоном Шандором (John H. Sandor), с которым познакомилась ещё в 1954 году, и в марте 1958 году выехала с ним в США. В числе первых после окончания Второй мировой войны советских граждан получила разрешение на выезд в США на постоянное местожительство.
В 1961 получила степень магистра в Джорджтаунском университете. Преподавала русский язык в Университете Джорджа Вашингтона (1962—1968), международную лексику в магистратуре Университета Джонса Хопкинса (Paul H. Nitze School of Advanced International Studies, 1969—1979). Работала также на радио «Голос Америки» под именем «Минодора Михайлова». Живёт в Роквилле, штат Мэриленд.
Начала публиковаться в 1960, взяв псевдоним, скомбинированный из имён любимых актёров, Аллы Тарасовой и Анатолия Кторова. Писала очерки и импрессионистическую прозу о московской жизни.

Внимание привлекает импрессионистическая мозаика: люди и судьбы. При этом внимание Кторовой почти целиком сосредоточено на личной жизни женщин, в особенности — на их знакомствах и дружбе; читатель почти не получает представления об их работе или о политических взглядах. В произведениях Кторовой ощущается пренебрежение к фабуле, нередко здесь нет последовательности в развитии действия.
— Вольфганг Казак
Выпустила также научно-популярные книги по ономастике.

## Сочинения
- Лицо Жар-птицы, Washington, 1969 (жанр обозначен автором как «антироман»)
- Экспонат молчащий, München, 1974
- Крапивный отряд. Дом с розовыми стеклами, Washington, 1978
- Мелкий жемчуг, Rockville, 1986
- Сладостный дар: Рассказы об именах, фамилиях и названиях в русской и иноязычной речи. Вып. 1, 1990. Полностью: М.: Весть, 1995; То же. М.: Гамма-Пресс, 2002
- На розовом коне. М.: Весть-Vimo, 1994
- Потерянные россияне. Тверь: Новелла, 1996
- Пращуры и правнуки. СПб: Политехника, 1997
- Артист и девочка: Воспоминания об А. П. Кторове. СПб: Политехника, 1998
- Минувшее… В шести книгах. М.: Минувшее, 2003—2007:

1. Москва пятидесятых годов. 2003
2. Американочка Ивановна рассказывает… 2005.
3. Государевы ямщики и московские извозчики. 2005
4. Повседневная жизнь во времена былые. 2005
5. Пращуры и правнуки, 2007
6. Язык. Слово. Имя, 2007